# Rathaus Grimmen

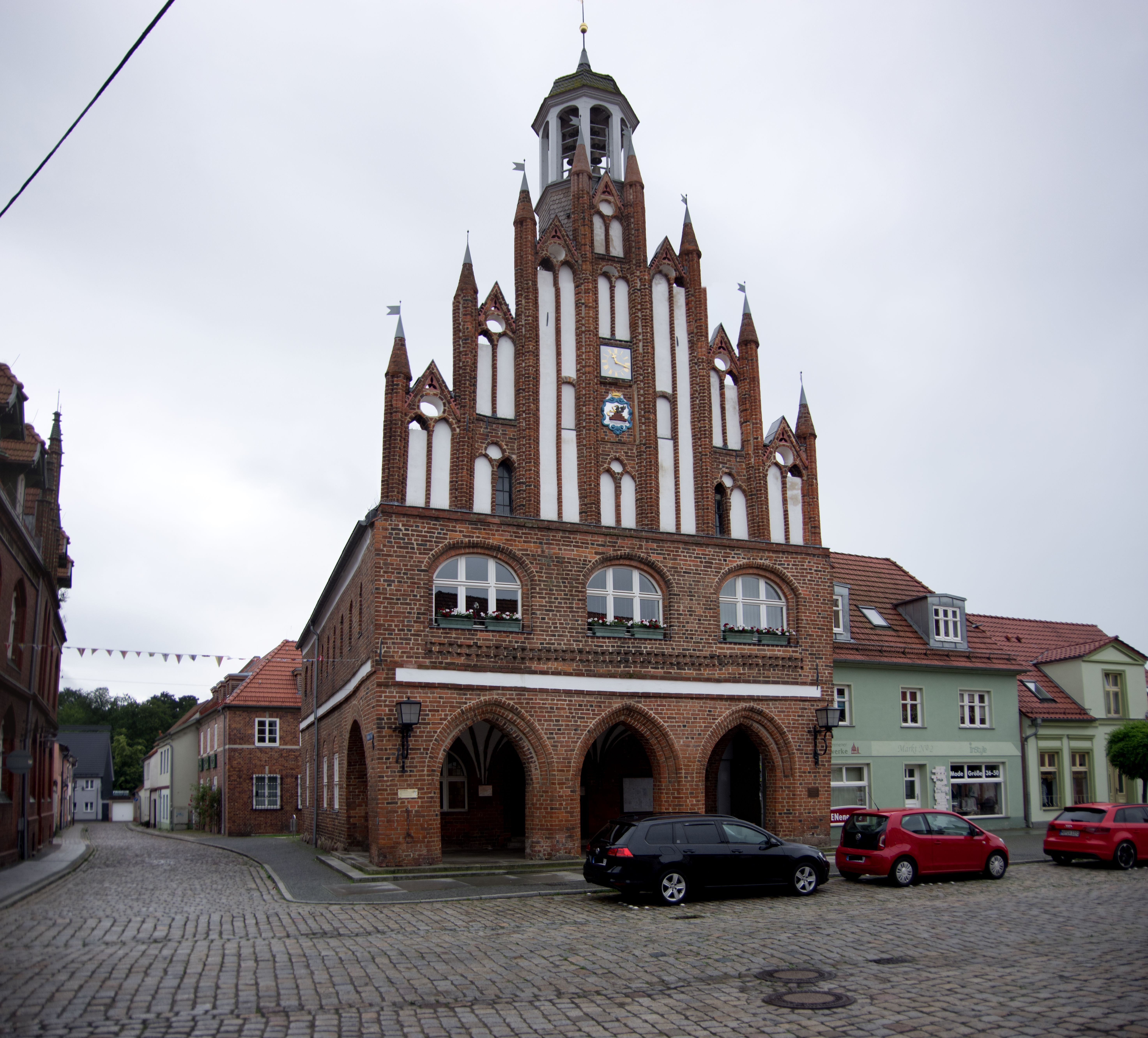
Grimmer Rathaus, Fassade zum Markt

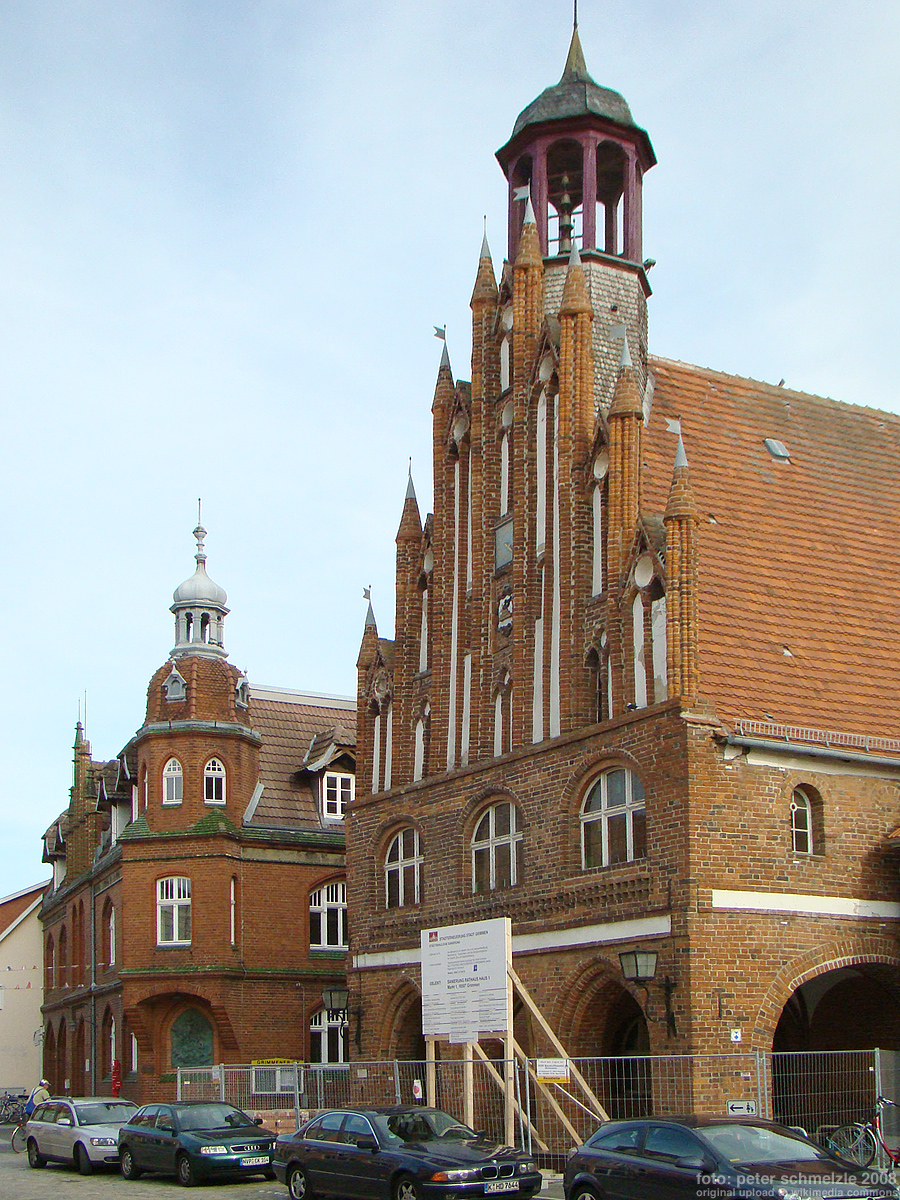
Seitenansicht (2008)

Das Rathaus von Grimmen wurde um 1400 errichtet. Es befindet sich im Stadtkern von Grimmen, direkt am Marktplatz in unmittelbarer Nähe zur Pfarrkirche St. Marien.
Das Gebäude steht unter Denkmalschutz.

## Geschichte
Grimmen wurde mit planmäßigem rasterförmigem Straßennetz um 1250 gegründet. Um 1287 erhielt die Stadt das Lübische Stadtrecht. Das mittelalterliche Rathaus entstand im 14. Jahrhundert.
Der zweigeschossige, steinsichtige gotische rechteckige Backsteinbau mit einem steilen Satteldach stammt von um 1400. Das Erdgeschoss diente dem Markttreiben und der Gerichtsbarkeit, während im Obergeschoss Versammlungen der Bürger sowie die Beratungen der Ratsherren abgehalten wurden. Die Böden dienten als Lager- und Speicherräume für Händler und Kaufleute. An der Schmalseite zum Markt befindet sich eine offene kreuzrippengewölbte Vorhalle – die Rats- und Gerichtslaube – mit seinen drei spitzbogigen Arkaden. Dieser Gang war in den Jahren 1744 bis 1937 zugemauert; die dadurch entstandenen Räume wurden zunächst als Polizeistation, ab 1865 für die Nachtwache genutzt. 1745 wurde am linken Pfeiler eine „Schandkette“ angebracht, an der 200 Jahre lang auffällig gewordene Bürger an den Pranger gestellt wurden. Dieser Pfeiler markiert auch den Schnittpunkt des einstigen Handelsweges von der Langen Straße und der Sundischen Straße und damit der Weg von Demmin durch das Greifswalder Tor entlang zum Stralsunder Tor. In einigen Backsteinen erkennt man ein Schwert, eine Waage sowie den griechischen Buchstaben Tau. Sie zeigen an, dass hier einst Lübisches Recht gesprochen wurde. Über den Arkaden befindet sich ein 7-achsiger Pfeilergiebel mit den acht durchgehenden Pfeilerstreben, die mit Spitzhelmchen überdeckt sind. Zwischen den Pfeilerchen werden die schlanken, vertikalen, verputzten Doppelblenden mit Wimpergdreiecken unterbrochen. Diese Struktur gibt dem Marktgiebel eine leichte und heitere Note; der Einfluss der Architektur aus dem benachbarten Märkischen wird hier deutlich.
Unmittelbar hinter der Spitze der Giebelschauseite steht ein barocker Dachturm, eine offene Laterne mit einer geschweiften Haube. Er entstand um 1890, nachdem ein erster Turm 1744 durch einen Blitzschlag zerstört wurde. Fünf Jahre später wurde die Turmuhr eingebaut. Das Stadtwappen besteht aus sechs Backsteinen im Stufengiebel und wurde 1794 von einem Töpfer aus Grimmen gefertigt.
Das  Rathaus zählt neben dem Stralsunder Rathaus zu den bedeutenden erhaltenen Beispielen backsteingotischer Rathäuser.
Das Innere wurde im Laufe der Zeit vielfach verändert. So befand sich beispielsweise von 1929 bis 1952 das Heimatmuseum in dem Gebäude, das sich nun im Mühlentor befindet. Das Rathaus wurde um 1997 im Rahmen der allgemeinen Stadterneuerung grundlegend saniert, eine weitere Sanierung schloss sich 2008 an. Von März bis April 2009 wurde der Rathausturm überholt. Zu diesem Zweck wurde er vom Dach gehoben. In der Turmkugel fanden sich Dokumente von 1885.